# Голованова, Елена Иосифовна
Еле́на Ио́сифовна Голова́нова (урожд. Шефер; род. 8 февраля 1963 Копейск Челябинской области) — российский лингвист, терминолог, когнитолог. Доктор филологических наук, профессор кафедры теоретического и прикладного языкознания Челябинского государственного университета.
Член Терминологической комиссии при Международном комитете славистов, председатель Челябинского регионального отделения Российской ассоциации лингвистов-когнитологов (РАЛК), действительный член Академии гуманитарных наук, член-корреспондент Российской академии естествознания (РАЕ), член Российского терминологического общества (РоссТерм).

## Биография
В 1987 году окончила филологический факультет Челябинского государственного университета. В 1995 году защитила кандидатскую диссертацию «Становление уральской горнозаводской терминологии в XVIII — начале XIX в.», в 2004 году — докторскую диссертацию «Категория профессионального деятеля в динамическом пространстве языка (лингвокогнитивный анализ)».
Имеет более 350 научных публикаций по когнитивной лингвистике, когнитивному терминоведению, терминографии, теории профессиональной языковой личности, исторической лексикологии и лингвокультурологии, в том числе пять монографий, два словаря и два учебных пособия.
Основатель научной школы «Когнитивное терминоведение». В рамках школы под руководством Е. И. Головановой защищено 10 кандидатских диссертаций, готовится к защите ещё пять кандидатских и две докторские диссертации. В 2006—2012 гг. избиралась членом Президиума Российской ассоциации лингвистов-когнитологов (РАЛК). входила в региональный список лекторской группы общества «Знание» России, и в редакционный совет журнала «Знак: проблемное поле медиаобразования» (Челябинск)
Является членом двух докторских диссертационных советов при ЧелГУ — по филологическим и философским наукам, входит в состав редакционных коллегий научных журналов, входящих в перечень ВАК, «Вестник Челябинского государственного университета» и «Научный диалог» (Екатеринбург), а также журнала «Вісник Дніпропетровського університету. Мовознавство», зарегистрированного ВАК Украины, членом экспертного совета научного журнала «Вопросы когнитивной лингвистики», зарегистрированного в наукометрической системе Scopus. Обладатель грантов РФФИ, РГНФ, Российской ассоциации лингвистов-когнитологов.
Является организатором ряда международных и всероссийских научных форумов: международной научной конференции «Языки профессиональной коммуникации» (2003, 2007, 2011, 2015), Международного конгресса по когнитивной лингвистике (2014), всероссийской конференции III Житниковские чтения «Динамический аспект лингвистических исследований» (1999), всероссийского научного семинара «Когнитивная лингвистика и когнитивное терминоведение» (2013). В составе оргкомитета приняла участие в подготовке и проведении международных Лазаревских чтений, международной научной конференции «Слово, высказывание, текст в когнитивном, культурологическом и прагматическом аспектах», международной научной конференции «Судьбы национальных культур в условиях глобализации».

## Основные работы
- Голованова Е. И. Категория профессионального деятеля: Формирование. Развитие. Статус в языке. Челябинск: Челяб. гос. ун-т. 2004.
- Голованова Е. И. Категория профессионального деятеля: Формирование. Развитие. Статус в языке / Ин-т рус. яз. им. В. В. Виноградова РАН. 2-е изд., исправл. и доп. М.: Элпис, 2008.
- Голованова Е. И. Введение в когнитивное терминоведение: учеб. пособие. М.: Флинта; Наука, 2011.
- Голованова Е.И. Введение в когнитивное терминоведение: учеб. пособие. 2-е изд., стер. М.: Флинта; Наука, 2014.
- Голованова Е. И. Профессиональная языковая личность в когнитивно-коммуникативном аспекте: монография. — Челябинск: Энциклопедия, 2013.
- Теоретические и прикладные аспекты профессиональной коммуникации: коллект. монография / под ред. Е. И. Головановой. Челябинск: Энциклопедия, 2010.
- Межкультурный диалог в современном коммуникативном пространстве: коллект. моногр. / под ред. Е.И. Головановой. – Челябинск: Энциклопедия, 2016.

## Награды
- Почетная грамота Министерства образования и науки Российской Федерации (2011)
- Диплом лауреата конкурса Фонда развития отечественного образования на лучшую научную книгу (2009)
- Почетное звание и нагрудный знак РАЕ «Основатель научной школы» (2012)
- Почетная грамота Губернатора Челябинской области (2013)
- Нагрудный знак "Почетный работник высшего профессионального образования Российской Федерации" (2014)